# FNDC3A
FNDC3A‏ (Fibronectin type III domain containing 3A) هوَ بروتين يُشَفر بواسطة جين FNDC3A في الإنسان.